# 0 (năm)
Năm 0 (còn gọi là Năm Công nguyên) là tên gọi được sử dụng bởi một số học giả khi làm việc với các hệ thống lịch. Trong sử dụng thông thường ở các nước phương Tây, phần lớn mọi người không nói tới năm 0, vì thế năm 1 Anno Domini đứng liền ngay sau năm 1 TCN (Ante Christum Natum) mà không có năm 0 xen vào giữa. Có điều này là do hệ thống đánh số năm sử dụng là hệ thống số thứ tự mà không phải hệ thống số lượng – năm đầu tiên chính xác là – năm đầu tiên. Năm "2025" trên thực tế lẽ ra phải gọi là "năm thứ 2025".
Sự hiện diện hay vắng mặt của năm 0 được xác định theo quy ước trong các nhóm chẳng hạn các nhà sử học hay các nhà thiên văn học, trong đó các nhà thiên văn học thấy năm 0 là có ích. Không có một hệ thống lịch nào trong số các lịch Julius hay Gregory cũng như kỷ nguyên (Anno Domini hay Công Nguyên) xác định là năm 0 sẽ được sử dụng hay không. Nếu người viết không sử dụng quy ước của nhóm mà họ thuộc về thì họ phải thông báo rõ ràng là họ có đưa năm 0 vào trong cách đếm năm của họ hay không, nếu không như thế thì các số liệu về ngày tháng năm của họ sẽ bị hiểu sai.
Không có một nhà lịch sử nào đưa năm 0 khi đánh số năm trong tiêu chuẩn hiện tại của kỷ nguyên. Vì thế, không phụ thuộc vào tên gọi hay lịch được sử dụng (Julius hay Gregory), 1 TCN luôn luôn trực tiếp đứng ngay trước năm AD 1 (hay đơn giản chỉ viết là năm 1). Các nhà sử học thậm chí còn từ chối sử dụng năm 0 khi sử dụng các năm âm trước kỷ nguyên dương của chúng ta, vì thế −1 của họ đứng trực tiếp ngay trước 1, ví dụ V. Grumel trong La chronologie (1958), trang 30.
Phương pháp anno Domini của các năm được đánh số đã không được sử dụng rộng rãi ở Tây Âu cho đến tận thế kỷ 9 và năm lịch sử từ ngày 1 tháng 1 tới ngày 31 tháng 12 đã không thống nhất ở Tây Âu cho đến tận năm 1752. Các thuật ngữ anno Domini (AD), kỷ nguyên Dionysus, kỷ nguyên Thiên chúa, kỷ nguyên Cơ đốc và công nguyên đã được sử dụng đồng nghĩa với nhau trong thời kỳ Phục Sinh và trong thế kỷ 19, ít nhất là trong tiếng Latinh. Kết quả là, các nhà sử học nói tới các kỷ nguyên này là tương đương.
Tuy nhiên, có ít nhất 2 nhóm đưa năm 0 vào khi họ đánh số các năm trước các kỷ nguyên này: đó là các nhà thiên văn học và một số nhà sử học Maya. Ngoài ra, một số lịch ở Nam Á bắt đầu các tính toán của họ về năm từ năm 0.

## Beda
Beda là nhà sử học đầu tiên sử dụng năm trước công nguyên (TCN, viết tắt tiếng Anh: BC) và vì vậy là người đầu tiên chấp nhận quy ước là không có năm 0 giữa các năm trước công nguyên và công nguyên, trong cuốn sách Historia ecclesiastica gentis Anglorum (Lịch sử giáo hội của người Anh) của ông năm 731. Các nhà sử học Thiên chúa trước đó sử dụng anno mundi (trong năm của thế giới"), hay anno Adami ("trong năm của Adam", bắt đầu muộn hơn 5 ngày, được người Africanus sử dụng), hay anno Abrahami ("trong năm của Abraham", bắt đầu muộn hơn 3.412 năm theo Septuagint, được Eusebius sử dụng), tất cả đều gắn "một" với năm bắt đầu từ Ngày Sáng Tạo, hoặc là sự sáng tạo ra Adam, hoặc là ngày sinh của Abraham một cách tương ứng. Tất cả đều bắt đầu với năm 1 do hệ thống đếm số bắt đầu từ 1 mà không phải là 0. Bede chỉ đơn giản là tiếp nối truyền thống này để nói về kỷ nguyên AD. Người phát minh ra thuật ngữ AD là Dionysius Exiguus vào năm 525 đã không chỉ rõ là ông bắt đầu cách đếm của mình từ 1 hay từ 0 (cũng như ông không đề cập tới trước công nguyên).
Bede đã không đánh số tuần tự bất kỳ đơn vị nào khác trong lịch (các ngày trong tháng, tuần trong năm, hoặc tháng trong năm)-nhưng ông đã ý thức được các ngày Do Thái trong tuần trong đó việc đánh số bắt đầu từ 1 (ngoại trừ ngày thứ bảy được gọi là Sabbath) và đã đánh số một phần các ngày trong tuần Thiên chúa giáo của ông một cách tương ứng (Lord's day (ngày của Chúa), second day (ngày thứ hai),... sixth day (ngày thứ sáu), Sabbath trong cách chuyển đổi ra thành tiếng Anh).
Người ta thường cho rằng Bede đã không sử dụng năm 0 vì ông không biết về số 0. Mặc dù ký hiệu cho số không (0) đã chưa từng có mặt ở châu Âu cho đến tận thế kỷ 11, Bede và Dionysius chắc chắn đã biết về hai từ để chỉ số 0—trong tiếng Latinh là các từ nulla và nihil, trong cách nói thông thường có nghĩa là không có gì. Nulla đã được sử dụng mỗi khi 0 là thành viên của các chuỗi số, dù rằng các số khác đã thuộc hệ thống số La Mã hay các từ trong tiếng Latinh. Dionysius sử dụng cách viết số 0 bằng tiếng Latinh này trong cùng một bảng trong đó ông giới thiệu kỷ nguyên anno Domini của mình, nhưng trong cột bên cạnh—nó là ngày lịch so le đầu tiên của chu kỳ 19 năm được sử dụng để tính toán Lễ Phục Sinh (xem thêm Chu kỳ 19 năm của Dionysius Lưu trữ ngày 9 tháng 1 năm 2006 tại Wayback Machine). Bede tiếp tục sử dụng ngày lịch so le số 0 này trong tác phẩm De temporum ratione (Trong tính toán thời gian) của mình năm 725, nhưng đã không sử dụng nó giữa BC và AD. Nihil được sử dụng để chỉ phần dư bằng 0 khi số là chia hết (xem các đối số 2 và 5 trong Chu kỳ 19 năm của Dionyius vừa đề cập).
Trong chương II quyển I của Lịch sử giáo hội, Bede thông báo rằng Julius Caesar đã xâm lược nước Anh "trong năm thứ 693 sau khi xây dựng Roma, nhưng là năm thứ 60 trước sự hiện thân của Chúa tôi", trong khi thông báo trong chương III, "trong năm Roma thứ 798, Claudius" cũng đã xâm chiếm nước Anh và "trong vài ngày... đã kết thúc chiến tranh tại... [năm] thứ 46 từ sự hiện thân của Chúa tôi". Mặc dù cả hai số liệu ngày tháng đều sai, nhưng chúng là đủ để kết luận rằng Bede đã không đưa năm 0 vào giữa BC và AD: 798 − 693 + 1 (vì các năm là bao gồm cả) = 106, nhưng 60 + 46 = 106, nó không còn chỗ cho năm 0. Thuật ngữ trong tiếng Anh "before Christ" (BC) không là sự phiên dịch trực tiếp của thuật ngữ Latinh "trước sự hiện thân của Chúa tôi" (tự nó không bao giờ được viết tắt), mà chỉ là cách dịch tương đương rút gọn: Sự hiện thân có nghĩa là sự đầu thai của Chúa Giê-su, là ngày mà kể từ thế kỷ 4 trở đi đã được kỷ niệm vào ngày 25 tháng 3 hàng năm, tức 9 tháng trước ngày mà ngày sinh của ông được kỷ niệm, 25 tháng 12. Sử dụng 'BC' duy nhất của Bede đã tiếp tục được sử dụng không thường xuyên trong thời Trung cổ (mặc dù với năm chính xác). Sử dụng rộng rãi đầu tiên của thuật ngữ này (vài trăm lần) có trong Fasciculus Temporum của Werner Rolevinck năm 1474, sát cạnh các năm của thế giới (anno mundi).

## Các nhà thiên văn
Các nhà thiên văn học đưa năm 0 vào ngay trước năm 1. Lần sử dụng năm thiên văn 0 đầu tiên thông thường được cho là của Jacques Cassini trong cuốn Tables astronomiques (Các bảng thiên văn) năm 1740. Lý do để đưa vào năm 0 của ông là (trang 5, dịch từ tiếng Pháp):
Năm 0 là năm mà người ta cho rằng Chúa Giê-su ra đời, mà một số nhà viết sử đánh dấu là 1 trước ngày sinh của Chúa Giê-su và là năm mà chúng tôi đánh dấu là 0, làm sao để tổng các năm trước và sau Chúa Giê-su tạo ra khoảng thời gian là giữa các năm này, và trong đó các số chia hết cho 4 đánh dấu các năm nhuận trước cũng như sau Chúa Giê-su.
Nhưng Philippe de La Hire đã từng sử dụng năm 0 sớm hơn vào năm 1702 trong cuốn Tabulæ Astronomicæ (Các bảng thiên văn) của mình trong dạng Christum o. ("Chúa cứu thế 0") mà không có giải thích. Cả Cassini và La Hire sử dụng các năm BC (TCN) trước năm 0 của họ và các năm AD cho các năm sau đó (vì thế có trật tự 1 BC, 0, AD 1). Điều này giải thích tại sao Cassini thông báo rằng tổng của chúng tạo ra khoảng thời gian. Ví dụ, 1 + 1 = 2. Bắt đầu từ thế kỷ 19, một số nhà thiên văn bắt đầu sử dụng các năm âm trước năm 0 của họ, trong khi các nhà thiên văn học khác vẫn tiếp tục sử dụng các năm BC trước năm 0 của họ. Vào giữa thế kỷ 20, tất cả các nhà thiên văn học đã sử dụng các năm âm trước năm 0 (vì thế trật tự là −1, 0, 1). Vì vậy các nhà thiên văn học hiện đại có thể thông báo rằng hiệu của năm tạo ra khoảng thời gian, và nó đúng cho cả năm âm lẫn năm dương. Ví dụ 1 − (−1) = 2 và 2000 − 1999 = 1. Mặc dù 'AD' được bỏ qua trong những năm gần đây và chỉ để lại mỗi số, dấu dương (+) đôi khi vẫn được đưa vào đầu số. Do khả năng lẫn lộn với việc sử dụng trước đây của các năm TCN thiên văn, chỉ trong phiên bản hiện đại có thể nói rằng năm thiên văn 0 tương đương với năm lịch sử 1 TCN.
ISO 8601:2004 và ISO 8601:2000, nhưng không phải là ISO 8601:1988, sử dụng một cách rõ ràng cách đánh số năm thiên văn trong các hệ thống tham chiếu ngày tháng của mình. Do họ cũng chỉ rõ việc sử dụng của lịch Gregory đón trước cho tất cả các năm trước năm 1582, một số độc giả kết luận một cách sai lầm là năm 0 luôn luôn được đưa vào trong lịch này, trong khi điều đó là không bình thường. Định dạng "cơ bản" cho năm 0 là trong dạng 4 chữ số 0000, nó tương đương với năm lịch sử 1 TCN. Một vài định dạng "mở rộng" có thể là: -0000 và +0000, cũng như là các phiên bản 5 hay 6 chữ số. Các năm sớm hơn cũng có các phiên bản âm 4, 5 hay 6 chữ số, trong đó chúng có giá trị tuyệt đối nhỏ hơn so với giá trị tuyệt đối của các năm trước công nguyên tương ứng là một đơn vị, vì thế -0010 = 11 TCN v.v. Do chỉ có các ký tự ISO 646 (ASCII 7-bit) là được cho phép trong ISO 8601 nên ký hiệu âm là dấu nối.

## Các lịch Nam Á
Mọi kỷ nguyên sử dụng trong các lịch Hindu và Phật giáo, chẳng hạn như kỷ nguyên Saka hoặc Kali Yuga, bắt đầu với năm 0 vì tất cả các lịch này sử dụng các cách tính năm theo kiểu năm trôi qua, năm khi đến hạn, hoặc năm đủ, ngược với phần lớn các lịch khác được sử dụng rộng rãi những năm gần đây. Năm đủ vẫn chưa trôi qua đối với bất kỳ ngày nào trong năm bắt đầu từ đầu kỷ nguyên, vì thế nó không thể là năm 1 — trái lại, nó là năm 0. Điều này tương tự như cách người phương Tây tính tuổi của một cá nhân — người đó chưa đạt đến 1 tuổi cho đến khi nào một năm đã trôi qua kể từ ngày người đó sinh ra (nhưng tuổi của người đó trong năm được tính theo số tháng/ngày cụ thể kể từ khi sinh ra chứ không nói là 0 tuổi; tuy nhiên, nếu tuổi của người đó tính theo năm và tháng thì có thể nói là (chỉ là ví dụ) 0 năm và 6 tháng tuổi).

## Các nhà sử học Maya
Nhiều nhà sử học Maya (nhưng không phải tất cả) cho rằng (hoặc đã từng cho rằng) năm 0 tồn tại trong lịch hiện đại và vì thế chỉ rõ rằng kỷ nguyên "Long Count" của lịch Maya đã diễn ra trong năm 3113 TCN chứ không phải năm 3114 TCN. Điều này đòi hỏi phải có trật tự 1 TCN, 0, 1 giống như trong các năm thiên văn thời kỳ đầu.

## Thiên niên kỷ thứ ba
Các nhà sử học cho rằng thiên niên kỷ thứ ba bắt đầu vào ngày 1 tháng 1 năm 2001 vì họ cho rằng kỷ nguyên Giê-su bắt đầu từ năm 1, trong khi nhiều người cho rằng nó bắt đầu vào ngày 1 tháng 1 năm 2000 vì khi đó hàng ngàn (là hàng có giá trị lớn nhất) của năm đã thay đổi từ 1 thành 2. Hệ thống đánh số năm thiên văn không thể sử dụng để hỗ trợ cho năm 2000 như là năm đầu tiên của thiên niên kỷ thứ 3 do sự không chắc chắn liên quan tới các thiên niên kỷ thiên văn. Đưa năm 0 vào trong thiên niên kỷ dương đầu tiên (0 tới 999) trong khi loại bỏ nó từ thiên niên kỷ âm đầu tiên (−1000 tới −1) là không nhất quán. Nhưng sự nhất quán lại tạo ra một kết quả dị thường: hoặc là năm 0 không thuộc thiên niên kỷ dương đầu tiên (1 tới 1000) và thiên niên kỷ âm đầu tiên (−1000 tới −1) hoặc nó được đưa vào cả hai (−999 tới 0 và từ 0 tới 999).

## Truyền thông đại chúng
Trong phim Back to the Future (Trở lại tương lai) tiến sĩ Emmett Brown ("Doc" Brown), người phát minh ra cỗ máy thời gian, đã nhập số liệu về "ngày sinh của Đấng Cứu thế" trên keypad là ngày 25 tháng 12 năm 0000. Không chỉ có ngày tháng năm được nhập vào sử dụng các số của năm thiên văn, mà ngày tháng năm nhập vào còn hàm ý là Chúa Giê-su thực sự đã sinh trong năm này (theo các nguồn khác nhau thì ông đã sinh ra trong khoảng thời gian giữa các năm 8 TCN và năm 9), và ngoài ra hoạt động kỷ niệm của Thiên chúa giáo vào Lễ Nô-en trong ngày 25 tháng 12 là một ngày lễ lịch sử thực sự chứ không phải ngày truyền thống (các manh mối trong Kinh Thánh chỉ ra rằng Giê-su sinh ra vào mùa xuân (ví dụ, những người chăn cừu canh gác đàn cừu của họ trong đêm tại quyển 3 Phúc âm (Luke) của kinh Tân ước có lẽ đã có mặt để giúp đỡ ca đẻ). Người ta cũng cho rằng ngày 25 tháng 12 đã được chọn để tạo ra sự liên tục đối với những người tôn sùng đã từng cử hành các lễ hội đông chí Pagan). Sự mới lạ của phim là khi Doc nói rằng "giả sử là ngày này chính xác, tất cả mọi điều chúng ta phải làm là tìm đường tới Bethlehem!" - vì thế có khả năng là tiến sĩ Emmett Brown chỉ là một kẻ thích phô trương và/hoặc là khôi hài (đối với cả Marty McFly và khán giả của bộ phim).
Công trình nổi tiếng nhất của nhà thần học nổi tiếng và hư cấu nhất Franz Bibfeldt liên quan tới năm 0: luận văn năm 1927 được trình bày tại Trường đại học Chicago có tên gọi "Vấn đề của năm 0".